# Jamie Donnelly
Jamie Donnelly (Teaneck, 8 maggio 1947) è un'attrice statunitense.

## Biografia
Principalmente nota per il ruolo di Jan nel film cult Grease. Appare anche in numerosi spettacoli di Broadway.

## Filmografia parziale
- L'uomo da sei milioni di dollari (1974)
- Pepper Anderson agente speciale (1974)
- Barnaby Jones (1976)
- Grease - Brillantina (1978)
- Giovani, pazzi e svitati (1998)
- The Naked Brothers Band (2008)
- Detective Monk (2009)
- Cyrus (2010)
- Ray Donovan (2014)
- Black Mass - L'ultimo gangster (2015)